# Carter Rycroft
Carter Rycroft (ur. 29 sierpnia 1977 w Grande Prairie) – kanadyjski curler, srebrny medalista olimpijski z Salt Lake City 2002.
Rycroft zaczął grać w curling w 1987, po jedenastu latach zdobył juniorskie mistrzostwo Alberty. Z Round Robin Mistrzostw Kanady 1998 bezpośrednio awansował do finału, gdzie jego zespół uległ Ontario (John Morris) 3:5.
W latach 1999–2006 był drugim w zespole Kevina Martina. W 2000 po raz pierwszy wygrał mistrzostwa prowincji, z bilansem 6-5 Alberta zajęła 6. miejsce w rywalizacji krajowej. Ekipa Martina wystąpiła następny raz w mistrzostwach Kanady w 2006, dotarła do fazy play-off, jednak przegrała 5:6 dolny mecz przeciwko Nowej Szkocji (Mark Dacey).
Rycroft triumfował w Canadian Olympic Curling Trials 2001 i reprezentował Kanadę na Zimowych Igrzyskach Olimpijskich 2002. Kanada z pierwszego miejsca w fazie grupowej awansowała do play-offów. W półfinale ekipa z Edmonton 4:6 pokonała Szwedów (Peja Lindholm), w finale Kanadyjczycy zdobyli srebrne medale przegrywając z Norwegami (Pål Trulsen) 5:6.
Od sezonu 2006/2007 Rycroft był członkiem zespołu Kevina Koe z tego samego klubu co Kevin Martin. Nowej drużynie udało się zakwalifikować do Tim Hortons Brier 2010 po pokonaniu w Albercie Randy’ego Ferbeya. W zawodach w Halifaksie drużyna dotarła do finału eliminując wcześniej Brada Gushue 6:5 w meczu 3-4 i 8:6 Brada Jacobsa w półfinale. Carter Rycroft po wygranym 6:5 finale przeciwko Ontario (Glenn Howard) po raz pierwszy zakwalifikował się do mistrzostw świata.
Kanadyjczycy na mistrzostwach w Cortinie d’Ampezzo uplasowali się bilansem 9-2 na drugim miejscu w fazie grupowej i ostatecznie zdobyli złote medale, pokonując w finale Norwegię (Torger Nergård) 9:3. W 2012 Rycroft wystąpił na Tim Hortons Brier, zespół z Alberty doszedł do finału, w którym uległ 6:7 Ontario (Glenn Howard).
Carter Rycroft w 2014 zdobył drugi tytuł mistrza kraju, w finale Tim Hortons Brier zawodnicy z Calgary pokonali Kolumbię Brytyjską (John Morris). Kanadyjczycy w Mistrzostwach Świata awansowali do rundy finałowej. W tej fazie rozgrywek nie udało im się wygrać żadnego ze spotkań i ostatecznie zajęli miejsce tuż za podium. W sezonie 2014/2015 do drużyny na miejsce Kevina Koe dołączył John Morris i w takim składzie panowie wystąpili jako Team Canada na Tim Hortons Brier 2015. Zespół z Calgary zdołał obronić złote medale na arenie krajowej – w fazie finałowej zespół wygrał wszystkie trzy mecze, w tym 6:5 finał przeciwko Northern Ontario (Brad Jacobs). Podczas MŚ 2015 Kanadyjczycy z 2. miejsca awansowali do fazy play-off. W pierwszym meczu ulegli Norwegom (Thomas Ulsrud), a później Szwedom (Niklas Edin). Ostatecznie zespół kanadyjski zdobył brązowe medale pokonując w małym finale 8:4 Finów (Aku Kauste). W Tim Hortons Brier 2016 drużynie nie udało się ponownie zdobyć tytułów mistrzowskich, z bilansem 6-5 uplasowała się na 5. miejscu.

## Wielki Szlem
| A  | = nie uczestniczył                         |
| x  | = nie zakwalifikował się do fazy finałowej |
| QF | = ćwierćfinał                              |
| SF | = półfinał                                 |
| F  | = finał                                    |
| W  | = zwycięstwo                               |

| Turniej                | 01/02 | 02/03 | 03/04 | 04/05 | 05/06 | 06/07 | 07/08 | 08/09 | 09/10 | 10/11 | 11/12 | 12/13 | 13/14 | 14/15 |
| ---------------------- | ----- | ----- | ----- | ----- | ----- | ----- | ----- | ----- | ----- | ----- | ----- | ----- | ----- | ----- |
| Canadian Open          | x     | W     | SF    | W     | SF    | SF    | x     | x     | x     | SF    | x     | QF    | W     | x     |
| Masters                | x     | W     | SF    | QF    | F     | QF    | F     | F     | F     | QF    | QF    | W     | QF    | x     |
| The National           | A     | SF    | A     | A     | SF    | F     | F     | x     | SF    | x     | QF    | SF    | QF    | QF    |
| Elite 10               | –     | –     | –     | –     | –     | –     | –     | –     | –     | –     | –     | –     | –     | A     |
| Players’ Championships | x     | x     | F     | W     | F     | F     | SF    | QF    | SF    | SF    | x     | x     | QF    | A     |

## Drużyna
|           | Czwarty        | Trzeci          | Drugi          | Otwierający      |
| --------- | -------------- | --------------- | -------------- | ---------------- |
| 2015/2016 | Pat Simmons    | John Morris     | Carter Rycroft | Nolan Thiessen   |
| 2014/2015 | John Morris    | Pat Simmons     | Carter Rycroft | Nolan Thiessen   |
| 2011/2014 | Kevin Koe      | Pat Simmons     | Carter Rycroft | Nolan Thiessen   |
| 2006/2011 | Kevin Koe      | Blake MacDonald | Carter Rycroft | Nolan Thiessen   |
| 1999/2006 | Kevin Martin   | Don Walchuk     | Carter Rycroft | Don Bartlett     |
| 1997/1998 | Carter Rycroft | Glen Kennedy    | Marc Kennedy   | Jason Lesmeister |